# Sibbaldia tridentata
Sibbaldia tridentata là loài thực vật có hoa trong họ Hoa hồng. Loài này được (Aiton) Paule & Soják mô tả khoa học đầu tiên năm 2009.

## Hình ảnh

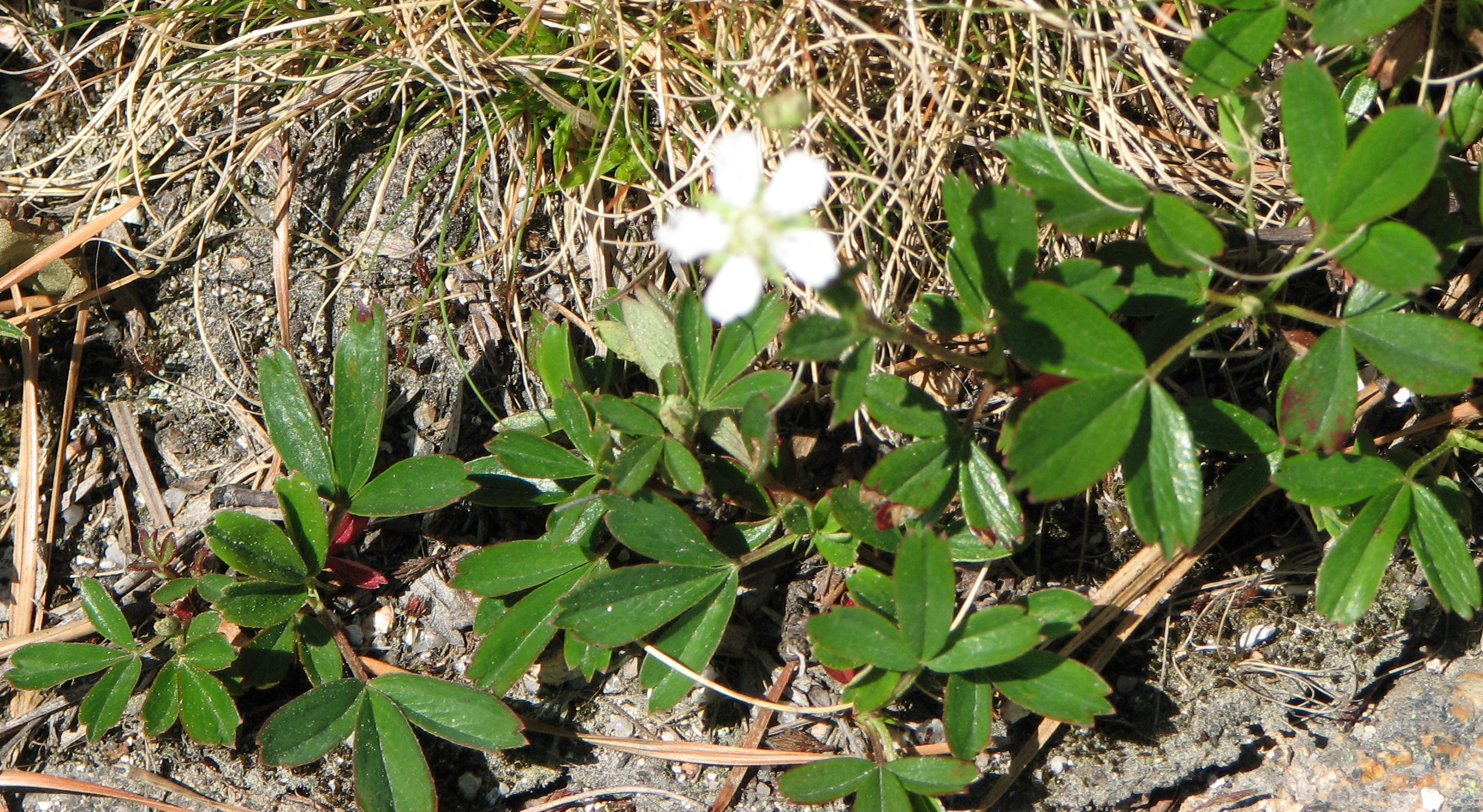